# アンリ (モンパンシエ公)
モンパンシエ公アンリ（Henri de Bourbon, duc de Montpensier, 1573年5月12日 - 1608年2月27日）は、オーヴェルニュのドーファン、モンパンシエ公、ドンブ公およびシャテルロー領主。

## 生涯
アンリはモンパンシエ公フランソワとメジエール女侯ルネ・ダンジューの間にメジエールで生まれた。
1597年5月15日、アンリ・ド・ジョワイユーズとカトリーヌ・ド・ノガレの娘アンリエット・カトリーヌと結婚し、1女をもうけた。
- マリー（1605年 - 1627年） - モンパンシエ女公、オルレアン公ガストンと結婚、アンヌ・マリー・ルイーズ・ドルレアン（ラ・グランド・マドモワゼル）の母